# Alicia (Isabela)
Alicia é um município de  primeira classe de renda municipal (d) na província Isabela, nas Filipinas. De acordo com o censo de 1 de maio  de  2020 possui uma população de 73 874 pessoas e 19 564 domicílios.